# Черногория на «Евровидении-2013»
Черногория в 5 раз принимала участие на конкурсе песни Евровидение 2013, который состоялся в шведском городе Мальмё.

## Участник
20 декабря 2012 года черногорский вещатель RTCG объявил, что страну на конкурсе представит хип-хоп дуэт «Who See» и черногорская поп-певица Нина Жижич. Песня будет презентована в марте.

## На Евровидении
Черногория выступила в первом полуфинале под номером 9. В финал не прошла.
| Голоса за исполнителя Черногории в полуфинале | Голоса за исполнителя Черногории в полуфинале |
| --------------------------------------------- | --------------------------------------------- |
| Оценка                                        | Страна                                        |
| 12                                            |                                               |
| 10                                            |                                               |
| 8                                             |                                               |
| 7                                             |                                               |
| 6                                             |                                               |
| 5                                             |                                               |
| 4                                             |                                               |
| 3                                             |                                               |
| 2                                             |                                               |
| 1                                             |                                               |

| Голоса телезрителей Черногории в полуфинале | Голоса телезрителей Черногории в полуфинале |
| ------------------------------------------- | ------------------------------------------- |
| Оценка                                      | Страна                                      |
| 12                                          |                                             |
| 10                                          |                                             |
| 8                                           |                                             |
| 7                                           |                                             |
| 6                                           |                                             |
| 5                                           |                                             |
| 4                                           |                                             |
| 3                                           |                                             |
| 2                                           |                                             |
| 1                                           |                                             |